# Samuray Kuba
Samuray Kuba (bürgerlich Ángel Yuri González Quintero; * 5. Juli 1985 in Havanna, Kuba) ist ein kubanischer Musiker, der in der Schweiz lebt.
Er singt und produziert Urban Latin Music, eine Mischung aus traditioneller kubanischer Musik mit Hip-Hop/Rap und Reggaeton.

## Biographie
González studierte an der Musikhochschule in Havanna Gitarre und Perkussion. Mit 18 Jahren begann er seine Karriere als Rapper in Kuba. Bereits im ersten Jahr gewann er mit seinem selbst komponierten Song «Así seré por siempre» den Gesangswettbewerb beim Festival Rap Plaza in Havanna.
Sein erstes Album «A mi Cuba» nahm er im 2006 in Havanna auf, wo auch einige Musiker des Buena Vista Social Club mitwirkten. Im 2014 wurde dieses Album in der Schweiz auf allen digitalen Plattformen veröffentlicht.
Sein zweites Album «BOOMMMM» veröffentlichte er im 2016 in der Schweiz.
2015 erfolgte die erste Vertragsunterzeichnung mit Music Hit Factory (Spanien) mit dem Song «Te llamé». 2017 erfolgte eine weitere Vertragsunterzeichnung mit Universal Music Switzerland mit dem Song «Estoy aquí» und «Enamorado» (2018).
Bei der Gala Latina #LoNuestro im Dezember 2018 in Lausanne  wurde er als «Best Urban Latin Artist» in der Schweiz ausgezeichnet.
Sein drittes Album «Diferente» nahm er im 2020 auf. 

## Diskografie

### Singles
| Jahr | Titel                | Anmerkungen               |                                  |
| ---- | -------------------- | ------------------------- | -------------------------------- |
| 2003 | Así seré por siempre | Erstveröffentlichung 2003 |                                  |
| 2014 | Pa'rriba y pa'lante  | Erstveröffentlichung 2014 |                                  |
| 2014 | Te pido perdón       | Erstveröffentlichung 2014 |                                  |
| 2015 | Te llamé             | Erstveröffentlichung 2015 |                                  |
| 2015 | Mi canción para tí   | Erstveröffentlichung 2015 |                                  |
| 2015 | Alma desnuda         | Erstveröffentlichung 2015 |                                  |
| 2017 | Estoy aquí           | Erstveröffentlichung 2017 | In der Schweizer Hit Parade      |
| 2018 | Hechizo              | Erstveröffentlichung 2018 |                                  |
| 2018 | La nena              | Erstveröffentlichung 2018 |                                  |
| 2018 | Enamorado            | Erstveröffentlichung 2018 |                                  |
| 2018 | Entonces quién?      | Erstveröffentlichung 2018 |                                  |
| 2019 | Ella baila sola      | Erstveröffentlichung 2019 | Platz 16 auf iTunes Swiss Charts |
| 2019 | La muchachita        | Erstveröffentlichung 2019 |                                  |
| 2019 | Deseos               | Erstveröffentlichung 2019 |                                  |

### EPs
| Jahr | Titel | Anmerkungen               |
| ---- | ----- | ------------------------- |
| 2019 | 4+    | Erstveröffentlichung 2019 |

### Studioalben
| Jahr | Titel            | Anmerkungen               |  |
| 2006 | A mi Cuba        | Erstveröffentlichung 2014 |  |
| 2016 | BOOMMMM          | Erstveröffentlichung 2016 |  |
| 2020 | Diferente        | Erstveröffentlichung 2020 |  |
| 2023 | Angel Yuri Vol.1 | Erstveröffentlichung 2023 |  |